# Liste der Monuments historiques in Attigny (Vosges)
Die Liste der Monuments historiques in Attigny führt die Monuments historiques in der französischen Gemeinde Attigny auf.

## Liste der Objekte
| Bezeichnung                | Beschreibung                                                                    | Standort                                    | Kennzeichnung | Schutzstatus | Datum | Bild |
| -------------------------- | ------------------------------------------------------------------------------- | ------------------------------------------- | ------------- | ------------ | ----- | ---- |
| Skulptur Heiliger Andreas  | Holz, 16. Jahrhundert                                                           | in der Kirche Nativité de Notre-Dame (Lage) | PM88000021    | Classé       | 1963  |      |
| Skulptur Heiliger Nikolaus | Holz, 17. Jahrhundert                                                           | in der Kirche Nativité de Notre-Dame (Lage) | PM88000022    | Classé       | 1963  |      |
| Skulptur Madonna mit Kind  | Stein, 16. Jahrhundert                                                          | in der Kirche Nativité de Notre-Dame (Lage) | PM88000020    | Classé       | 1961  |      |
| Retabel und Altarbild      | Holz, farbig gefasst und vergoldet, sowie Ölfarbe auf Leinwand, 18. Jahrhundert | in der Kirche Nativité de Notre-Dame (Lage) | PM88000023    | Classé       | 1967  |      |